# Реуматологија
Реуматологија је грана медицине и једна од специјалности у интерној медицини и педијатрији, која се бави изучавањем, дијагностиком и лечењем реуматичних болести. Назив реуматологија потиче из грчког језика, од речи ρευμα — ток, река, и суфикса λόγος — наука.
Предмет истраживања реуматологије су инфективне, запаљењске, урођене и стечене дегенеративне, дистрофичне и системске болести, коштаног система, зглобова, синовија тетива и мишића и системске болести везивног и других ткива. На другом крају диференцијалне дијагнозе болести у реуматологији су трауматолошко - ортопедске и хируршке болести (остеомијелитис, миозитис, инфективни артритис, асептически артритис.
Колики је значај реуматологије у савременој медицини најбоље илуструју подаци из Бриселске декларација о реуматичним болестима и болестима мишићно - коштаног система (RMD), у којима се наводи да ове болести погађају више од четвртине Европљана и да су најчешћи појединачни узрок телесног инвалидитета, да су прве међу болестима са друштвеним и економским последицама, као и да болесници са реуматичним болестима често имају озбиљна ограничења у самосталном функционисању, привређивању и учешћу у друштвеном животу.

## Реуматолог
Реуматологија специјалиста у области интерне медицине, фокусирана на дијагнозу и лечење реуматских болести, које укључују различите врсте артритиса, са нехируршким могућностима лечења. Реуматолози се такође могу специјализовати за дечју реуматологију (лечење деце са реуматским болестима).
Реуматолог пре стицања стручног звања, односно дипломе мора да прође обуку за реуматологију и стекле теоретска и практична знања кроз 4 године специјализације.

## Болести којима се бави реуматологија
Реуматологија као једна од специјалности у интерној медицини и педијатрији, бави се дијагностиком и лечењем више од 200 врста реуматичних болести, укључујући реуматоидни артритис, остеоартритис, гихт, лупус, бол у леђима, остеопорозу, и тендинитис, од којих су неке од њих веома озбиљне болести које се тешко дијагностикују и лече.
Болести чијим се изучавањем, дијагностиком и лечењем бави реуматологија, систематизоване су на једном месту, и у наставку су приказане у складу са МКБ-10 класификацијом (Међународна класификација болести и сродних здравствених проблема; енгл. ICD, International Classification of Diseases and Related Health Problems), која је у Србији и у свету нашла широку примену.

### (М00-М03) Инфекцијски артритис
- М00 - Гнојни артритис
- М01 - Артритис у инфекцијским и паразитарним болестима
- М02 - Реактивне артропатије (поствакционе, постдизентеричне, Реитеров синдром)
- М03 - Постинфекцијски артритис и реактивна обољења зглобова у другим болестима (менингитис, сифилис, вирусни хепатитис, инфективни ендокардитис)

### (М05-М14) Запаљењска обољења зглобова
- М05 - Серопозитивни реуматоидни артритис
- М06.0-Серонегативно реуматоидно запаљење зглобова
- М06.1-Стилова болест код одраслих
- М07 - Псоријазни артритис и ентеропатијски артритис
- М08 - Јувенилни хронични артритис
- М10 - Гихт
- М11 - Друге кристалне артропатије

### (М15-М19) Дегенеративна обољења зглобова
- М15 - Полиартроза
- М16 - Коксартеоза
- М17 - Гонартроза
- М18 - Атроза једног ручног/доручног зглоба

### (М20-М25) Стечени деформитети прстију, болести чашице, унутрашње болести колена
- M20 - Стечени деформитети прстију шаке и стопала
- M22 - Болести чашице колена (пателе)
- M23 - Унутрашње повреде колена
- M24.2-Контрактура зглоба
- M25,2-Лабав (климав) зглоб
- М25.7-Остеофити

### (М30-М36) Системске болести везивног ткива
- М30.3-Нодозни полиартритис
- М30.1-Churg-Straussova алергијска грануломатоза
- М31 - Некрозна обољења крвних судова
- М31.3-Вагнерова грануломатоза
- М31.4-Такашијев синдров
- М31.5-Гранулоцелуларни артритис
- М32 - Системски еритемски лупус
- М33 - Дерматополиомиозитис
- М34 - Системска склероза
- М35 - Друга СБВТ
- М35.0-Сјогренов синдром
- М35.2-Behçet-ova болест
- М35.3-Реуматична полимиалгија
- М35.9-КСБВТ, НСБВТ
- М36 - СБВТ у другим болестима

### (М40-М43) Дегенеративна обољења кичме
- М40 - Кифоза и лордоза
- М41 - Сколиоза

### (М45-М49) Обољења кичме
- M45 - Анкилозирајући спондилитис
- M46 - Остале запаљењске спондилопатије
- M47 - Спондилоза
- M49.2-Ентеробактеријски спондилитис (A01-A04)

### (М50-М54) Друга обољења кичме
- М50 - Дископатија врата
- М54 - Бол у леђима

### (М60-М63) Обољења мишића
- М60 - Инфекцијски и интерстицијални миозитис
- М61 - Калцификације

### (М65-М68) Обољења синовија тетива
- М65 - Синовитис и теносиновити
- М66 - Спонтане руптуре синовија и тетива

## (М70-М79) Друга обољења меких ткива
- M70 - Бурзитис
- M72 - фасцитис и фиброматоза
- M75 - Капсулитис и тендинитис
- M76 - ентезопатије

### (М80-М85) Поремећаји густине структуре кости
- М80 - Остеопороза са патолошким преломима
- М81 - Остеопороза без патолошким прелома
- М82 - Секундарна остеопороза
- М83 - Остеомалација
- М84 - Компресивни и патолошки преломи

## (М86-М90) Друга обољења кости
- М86 - Остеомијелитис
- М87 - Остеонекроза
- М88 - Пагетова болест

## (М91-М94) Обољења хрскавице
- М91 - Остеохондроза: јувенилна остеохондроза кука и карлице
- М92 - Друге јувенилне остеохондрозе
- М93 - Остале остеохондропатије:

- М93.0 Епифизиолиза главе бутне кости (нетрауматска),
- М93.2 Остеохондритис дисеканс

- М94 - Остали поремећаји хрскавице;

- М94.2 Хондромалација,
- М94.3 Хондролиза

### (М95-М99) Други поремећаји мишићно-скелетног система и везивних ткива
- М95 - Стечене деформације
- М96 - Постоперативне и пострадијационе болести мишићно-скелетног система
- М99 - Биохемијске повреде